# Le Temps de la désobéissance

Le Temps de la désobéissance est un téléfilm français de Patrick Volson diffusé en 2006 sur France 2. Il relate les événements de la rafle manquée de Nancy, pendant la Seconde Guerre mondiale et l'occupation nazie.

## Synopsis
Amis d'enfance, Édouard et Lucas sont tous deux policiers à Nancy dans des commissariats différents, tous deux formés à l'obéissance et au respect de la loi. Mais la guerre sépare ceux qui s'aiment et qui sont amenés par les circonstances de la vie à faire des choix différents. Bientôt, la belle amitié entre les deux policiers va voler en éclats avec ce que cela implique de souffrances et de déceptions. Une rafle de Juifs est programmée par les nazis et la police de Vichy le 19 juillet 1942. Édouard et six de ses collègues décident collectivement de désobéir aux lois de Vichy. Au terme d'une formidable course contre la montre, les sept policiers vont réussir à prévenir et cacher les Juifs étrangers, faisant ainsi échouer l'opération policière. Lucas, lui, va sombrer, sans l'avoir vraiment souhaité, dans la plus odieuse collaboration.

## Fiche technique
- Titre : Le Temps de la désobéissance
- Réalisation : Patrick Volson
- Scénario : Corinne Atlas & Patrick Voison
- Musique : Marc Marder
- Décors : Régis Nicolino
- Costumes : Eléonore Daniaud
- Photographie : Jonny Semeco
- Son : Bernard Borel
- Montage : Aurique Delannoy
- Production : Annie Voison
- Sociétés de production : Akela Productions, France 2
- Société de distribution : France 2
- Date de sortie : 20 février 2006 et 1er avril 2008 (France sur France 2)
- Pays : France
- Genre : drame
- Durée : 99 minutes

## Distribution
- Daniel Russo : Édouard Vigne
- Martin Lamotte : Lucas Barois
- Jacques Spiesser : le divisionnaire
- Thierry Gibault : Alfred Meunier/Alfred Callot
- Pascal Elso : Durieux
- Yannis Baraban : Charles de La Barre
- Nadine Marcovici : Jeannette Barois
- Gérard Dessalles :  Fabre
- Bernard Blancan : Bauer
- Jérémie Covillault : Pierre Val
- Christine Koetzel : Madeleine Vigne
- Maggi Pollen : Yvette Vigne
- Maxence Brigeot : Albert Vigne
- Denis Mulot : le procureur Renaud
- Marc Rioufol : le préfet
- Yves Thouvenel : le maire de Nancy
- Michel Feldman : Schmuel Milgram
- Régine Jacubert : Rivka Milgram
- Philippe Barbieri : Bartoux
- Christine Barbot : commerçante
- Ulrich Benz : colonel Roth
- André Bouvard : préfet Érignac
- Laurent-Guillaume Dehlinger : jeune policier
- Rafaël Goldwaser : ambassadeur d'Israël
- Gérald Lecurou : Fritz
- Frank Lion : Helmut
- Jean Lorrain : Heinrich
- Emmanuelle Martin : fille juive
- Odile Massé : bibliothécaire
- Philippe Ohrel : Hans
- Bruno Ricci : André
- Thomas Sagols : Marcel Renaud
- Angelika Schollmeyer : Mme Wajman
- Léa Studer : fille Mme Wajman
- Paul Studer : Sammy Milgram
- Pierre Troestler
- Roger Viry-Babel : journaliste

## Autour du film
Le film a été tourné dans le département de Meurthe-et-Moselle ainsi qu'en Alsace.
Les scènes importantes ont été filmées sur l'actuelle place Stanislas, à Nancy et place de la Carrière.